# 경주터널 (고속도로)
경주터널(慶州터널)은 대한민국의 경상북도 경주시 서면 도계리에 위치한 경부고속도로 상의 터널이다. 터널 길이의 경우 서울방향 1,2차로는 135.0m, 서울방향 3차로는 152.0m이고, 폭은 9.2m, 높이 6.8m이다. 1969년에 준공된 대한민국 최초의 고속도로 터널로, 부산 방면으로는 마지막 터널이다.
2018년 12월 13일 경부고속도로 언양 분기점 ~ 영천 나들목 구간과 함께 왕복 6차로로 확장 개통하였다. 이로 인해 하행선을 185m의 새로운 3차선 터널로 신설함에 따라 기존의 하행 2차선 터널은 상행선으로 전환되었다. 따라서 상행선은 분기 후 합류하기 때문에 차선과 방향을 잘 확인해야 한다.

## 같이 보기
- 경주터널 (국도)
- 황간터널: 서울 방면